# Tyrant Fear
Tyrant Fear er en amerikansk stumfilm fra 1918 af Roy William Neill.

## Medvirkende
- Dorothy Dalton - Allaine Grandet
- Thurston Hall - Harley Dane
- Melbourne MacDowell - James Dermot
- William Conklin - Jules Latour
- Lou Salter - Theodore De Coppee
- Carmen Phillips - Marie Courtot